# ニール・アダムス (柔道)
ニール・アダムス（Neil Adams、1958年9月27日 - ）は、イギリスの柔道選手。ラグビー出身。階級は71kg級と78kg級。身長178cm。プロレスラーのクリス・アダムスは実兄である。

## 来歴・人物
兄の影響でレスリングおよび柔道を始める。1974年のヨーロッパカデ58kg級で3位になった。1976年のヨーロッパジュニアと世界ジュニア71kg級でも3位となった。1977年のヨーロッパジュニアでは優勝した。1978年の嘉納杯でも3位だった。1979年のヨーロッパ選手権で優勝すると、世界選手権でも3位になった。1980年のヨーロッパ選手権では優勝するも、モスクワオリンピックでは決勝でイタリアのエツィオ・ガンバと対戦して敗れはしたものの、銀メダルを獲得している。その後、階級を78kg級に上げると1981年の世界選手権では決勝で日本の加瀬次郎と対戦して得意の腕挫十字固で破り、イギリスの男子選手として初めて世界チャンピオンとなった。1983年のヨーロッパ選手権では優勝するも、世界選手権では決勝で日本の日蔭暢年に敗れて2位だった。1984年のヨーロッパ選手権では優勝を飾っている。ロサンゼルスオリンピックでは決勝で伏兵選手である西ドイツのフランク・ウィニケに背負投で敗れたものの、2大会連続で銀メダルを獲得した。1985年のヨーロッパ選手権では5度目の優勝を飾っている。世界選手権では日本の日陰に敗れて3位だった。1988年のソウルオリンピックでは、3回戦で東ドイツのトルステン・ブレヒョートに敗れた。
寝技ではアダムス式腕挫十字固などを駆使する名手であった。

## 引退後
ヨーロッパ各国の強化コーチを歴任し、現在はベルギー・ナショナルチームの監督およびスポーツ・コンサルタントを担当。IJFのスーパーバイザーやIppon.TVのコメンテーターも務めている。

## 主な戦績
- 1974年 - ヨーロッパカデ　優勝(58kg級)
- 1975年 - ヨーロッパカデ　3位(65g級)
- 1976年 - ヨーロッパジュニア　3位(70kg級)
- 1976年 - 世界ジュニア　3位(70kg級)

71kg級での戦績
- 1977年 - ドイツ国際　優勝
- 1977年 - ヨーロッパジュニア　優勝
- 1978年 - オランダ国際　優勝
- 1978年 - ヨーロッパ選手権　3位
- 1978年 - ポーランド国際　優勝
- 1978年 - 嘉納杯　3位
- 1979年 - ヨーロッパ選手権　優勝
- 1979年 - 世界選手権　3位
- 1980年 - ハンガリー国際　優勝
- 1980年 - イギリス国際　優勝
- 1980年 - ヨーロッパ選手権　優勝
- 1980年 - モスクワオリンピック　2位

78kg級での戦績
- 1981年 - アメリカ国際　優勝
- 1981年 - イギリス国際　優勝
- 1981年 - 世界選手権　優勝
- 1982年 - イギリス国際　優勝
- 1982年 - オーストリア国際　優勝
- 1983年 - ドイツ国際　優勝
- 1983年 - イギリス国際　優勝
- 1983年 - ヨーロッパ選手権　優勝
- 1983年 - オーストリア国際　優勝
- 1983年 - 世界選手権　2位
- 1984年 - イギリス国際　優勝
- 1984年 - ヨーロッパ選手権　優勝
- 1984年 - ロサンゼルスオリンピック　2位
- 1985年 - ドイツ国際　優勝
- 1985年 - イギリス国際　優勝
- 1985年 - ヨーロッパ選手権　優勝
- 1985年 - 世界選手権　3位

(出典)。